# إيلين وايت (لاعبة كرة قدم)
إيلين توني وايت (بالإنجليزية: Ellen White) (9 مايو 1989، هي لاعبة كرة قدم إنجليزية تلعب في مركز الهجوم لصالح نادي برمنغهام سيتي للسيدات في الدوري الإنجليزي الممتاز للسيدات، ولصالح منتخب إنجلترا للسيدات ولعبت معه كأس العالم للسيدات 2011، وفازت بالميدالية البرونزية في كأس العالم للسيدات 2015. كما شاركت إيلين مع منتخب بريطانيا العظمى الأولمبي في الألعاب الأولمبية الصيفية 2012.

## مشوارها

### النادي
فتح والدها، جون وايت أكاديمية لكرة القدم باسم «ميني دوكس» في أيلزبري، حيث تمرنت فيه في مسيرتها الشبابية. رصدها بعد ذلك نادي آرسنال للسيدات وانتقلت إليه عندما بلغت الثامنة من عمرها.
غادرت آرسنال عندما بلغ 16 سنة متوجهة إلى تشيلسي وأصبحت أفضل هدافة ل3 مواسم، قبل المغادرة إلى ليدز يونايتد في يونيو 2008. بعد أشهر من انتقالها تعرضت لإصابة في الرباطان الصليبيان مما جعلها تبتعد عن كرة القدم لمدة طويلة. في فبراير 2010، سجلت ثنائية ضد إيفرتون للسيدات نهائي كأس الدوري الإنجليزي.
في يوليو 2010، عادت إيلين مرة أخرى إلى آرسنال بعد غياب 5 سنوات، ثم غادرت في نهاية موسم 2013 منضمة إلى نوتس كاونتي للسيدات في بداية موسم 2014.
سنة 2014 تعرضت إيلين لإصابة الرباط الصليبي الأمامي، ولم تتمكن من التدريب حتى يناير 2015.
غادرت إيلين نوتس كاونتي ووقعت عقدا مع برمنغهام سيتي بعد انتهاء مدة عقدها. وسجلت ركلة الجزاء الحاسمة ضد تشيلسي في نهائي كأس الاتحاد الإنجليزي.

### المنتخب

#### إنجلترا
لعبت إيرين لصالح منتخب إنجلترا تحت 17، 19 و23 سنة. وشاركت في أول مباراة لها مع المنتخب الأول في مارس 2010 ضد النمسا وسجلت في الدقيقة الأخيرة وفازت إنجلترا ب3–0.
أختيرت بعدها ضمن تشكيلة المنتخب للمشاركة في كأس العالم للسيدات 2011. وسجلت إيرين «هدفا رائعا» في مباراة مرحلة المجموعات ضد اليابان في مباراة انتهت بفوز إنجلترا 2–0. تألقت بعد 2011 مع المنتخب مما جعلها تنافس على جائزة أفضل لاعبة في العام.
أختيرت إيلين أيضا ضمن تشكيلة إنجلترا لطولة أمم أوروبا للسيدات 2013.

#### بريطانيا العظمى
في يونيو 2012، شاركت مع منتخب بريطانيا العظمى الأولمبي للمشاركة في الألعاب الأولمبية الصيفية 2012 بلندن.

## الألقاب

### النادي

#### ليدز يونايتد[9]
- كأس الدوري الإنجليزي: 2010

#### آرسنال[17][18][19]
- الدوري الإنجليزي الممتاز: 2011، 2012
- كأس الاتحاد الإنجليزي: 2011، 2013
- كأس الدوري الإنجليزي: 2011، 2012، 2013

### المنتخب

#### إنجلترا
- كأس قبرص: 2013[20]
- كأس العالم للسيدات 2015: الميدالية البرونزية[21]

### الفردية
- أفضل لاعبة في إنجلترا في العام: 2011[15]
- لاعبة الشهر في الدوري الإنجليزي الممتاز: مارس[22]